# Mibora
Mibora es un género de plantas herbáceas de la familia de las poáceas. Es originario de la región del Mediterráneo. 
Es el único género que contiene la subtribu Miborinae.

## Descripción
Son planta anuales. Hojas con vaina de márgenes libres; lígula membranosa; limbo plano canaliculado. Inflorescencia en racimo espiciforme, unilateral, laxa, con eje flexuoso. Espiguillas ligeramente comprimidas lateralmente, cortamente pedunculadas, con 1 flor hermafrodita. Glumas 2, subiguales, más largas que las flores, papiráceas, uninervadas, persistentes en la fructificación. Lema membranosa, obtusa, densamente vilosa en el dorso, con 5 nervios. Pálea semejante a la lema, con 2 quillas, vilosas. Lodiculas muy pequeñas o sin lodiculas. Androceo con 3 estambres. Ovario glabro. Cariopsis oblongo-ovoidea, glabra.

## Taxonomía
El género fue descrito por Michel Adanson y publicado en Familles des Plantes 2: 495. 1763. La especie tipo es: Mibora minima (L.) Desv. 
Citología
El número de cromosomas es de: x = 7. 2n = 14. 2 ploidias. Cromosomas ‘grandes’. 

## Especies
- Mibora maroccana
- Mibora minima[4][5]